# Thom Karremans
Thomas Jakob Peter (Thom) Karremans (Apeldoorn, 29 december 1948) is een Nederlands militair buiten dienst.
Karremans was als luitenant-kolonel commandant van Dutchbat toen de Bosnische plaats Srebrenica in juli 1995 werd ingenomen. Hij kreeg veel kritiek over de wijze waarop hij tijdens de val functioneerde en over enkele uitspraken die hij na de val deed. In het driedelige Srebrenica-rapport van het NIOD ("Srebrenica, een 'veilig gebied' - Reconstructie, achtergronden, gevolgen en analyses van de val van de safe area Srebrenica", met een aantal deelstudies, in totaal 6.600 bladzijden) uit 2002 wordt hij echter grotendeels vrijgepleit.

## Loopbaan
Karremans, zoon van een beroepsmilitair, volgde na de HBS begin jaren zeventig een opleiding tot landmachtofficier aan de Koninklijke Militaire Academie, waarna hij in 1979-1980 als compagniescommandant deel uitmaakte van de UNIFIL-vredesmacht in Libanon. Eind 1979 werd hij toegelaten tot de Hogere Krijgsschool en deze doorliep hij in twee jaar. In de jaren tachtig was hij gestationeerd nabij Bergen (België), waar hij zich op het NAVO-hoofdkwartier SHAPE bezighield met wapenbeheersing. In 1991 deed Karremans zijn eerste ervaring op in Bosnië, als verbindingsofficier bij de EG-waarnemingscommissie. Daarna werd hij als luitenant-kolonel commandant van een infanteriebataljon in Assen.

## Genocide bij val van Srebrenica

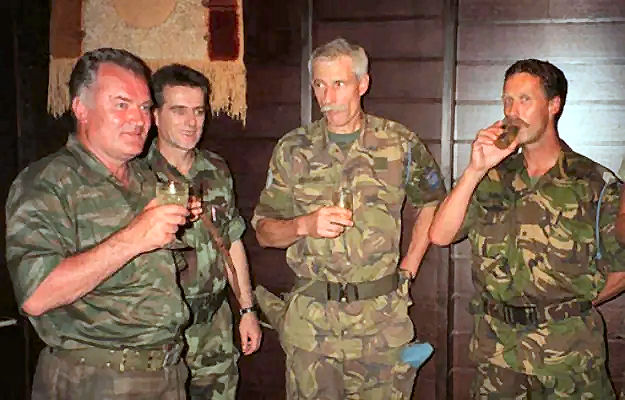
Mladic (links) en Karremans (juli 1995)

In 1994 werd Karremans benoemd tot commandant van Dutchbat III, dat naar de Bosnische moslimenclave Srebrenica werd uitgezonden. Op 11, 12 en 13 juli 1995 kreeg dit bataljon te maken met de inname van de enclave door Servische militairen. Karremans vroeg daarvoor de NAVO om luchtsteun. Als gevolg van de terughoudendheid van de VN bij militair ingrijpen ('peacekeeping' ging vóór 'peace enforcement') kwam deze echter te laat en kon de Servische opmars niet worden tegengehouden. Karremans onderhandelde met de Servische bevelhebber Ratko Mladić over een vrije aftocht voor de ingesloten burgers. Mladić ontbood Karremans in hotel Fontana in Bratunac, waar ook enkele gegijzelde Dutchbat-soldaten aanwezig waren. Mladić verweet hem daar dat hij opdracht had gegeven de Servische troepen aan te vallen. Karremans verontschuldigde zich door Mladić erop te wijzen dat hij slechts een uitvoerende rol had: "Ik ben een pianist. Niet schieten op de pianist." "U bent een waardeloze pianist", was het antwoord van Mladić. Een dag later waren op aanwijzing van Karremans zijn manschappen behulpzaam bij het wegvoeren van duizenden vluchtelingen. Na deze actie kreeg Karremans als relatiegeschenk van Mladić een schemerlamp, waarop Karremans vroeg of het cadeau voor zijn vrouw was. Deze gebeurtenis en het gesprek in hotel Fontana werden door Serviërs gefilmd en kwamen in de media terecht. Dit heeft in sterke mate bijgedragen aan de beeldvorming rondom het optreden van Karremans en Dutchbat III.
Karremans zou nooit hebben geprobeerd opheldering te verkrijgen van Mladić over het lot van de afgevoerde jongens en mannen. Ook zou Karremans al vóór de massamoord in Srebrenica op de hoogte zijn geweest van executies door Servische troepen in Potočari, waarover hij als commandant eveneens maar gedeeltelijk verslag aan zijn meerderen had uitgebracht. Het NIOD-rapport uit 2002 stelde echter dat de aanval op Srebrenica voor Dutchbat als een volslagen verrassing was gekomen en dat de inlichtingendiensten degene waren geweest die hadden gefaald in het doorgronden van de intenties van de Bosnische Serviërs. Ook verwierp het NIOD de bewering dat de slachting zich afspeelde onder de ogen van Dutchbat.
Enkele dagen na de massamoord in Srebrenica ontstond ophef nadat Karremans op een persconferentie in Zagreb de uitspraak had gedaan "Er zijn in deze oorlog geen good guys en geen bad guys" en hij de militaire strategie van generaal Mladić uitbundig had geprezen.

## Nasleep

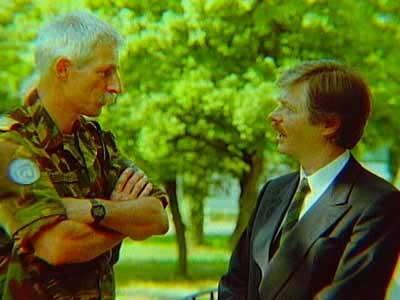
Karremans in gesprek met minister Voorhoeve in 1995.

Na de val van Srebrenica bleek dat Karremans' superieuren destijds in dubio waren geweest over zijn aanstelling. Tijdens oefeningen in Duitsland bleek dat hij te vaak twijfelde om in Srebrenica op de juiste wijze te kunnen optreden. Karremans was verwikkeld in relatieproblemen toen hij werd uitgezonden, en generaal Hans Couzy verklaarde achteraf dat hij Karremans nooit naar Srebrenica zou hebben gestuurd als hij dat had geweten.
In 1996 ontstond enige ophef omdat de Bevelhebber der Landstrijdkrachten, luitenant-generaal Couzy, Karremans zonder medeweten van minister Voorhoeve of chef-Defensiestaf Van den Breemen tot kolonel bevorderde en een liaisonfunctie in de Verenigde Staten toewees.
In december 2006 kreeg Karremans samen met ongeveer 470 andere Dutchbat III-militairen het Draaginsigne Dutchbat III "als symbool van erkenning voor de ongeveer 850 militairen die in moeilijke omstandigheden naar eer en geweten hebben gefunctioneerd en ten onrechte gedurende langere tijd in een negatief daglicht zijn gesteld", uitgereikt op de Johan Willem Frisokazerne in Assen door (demissionair) defensieminister Henk Kamp.
Na zijn pensionering vestigde Karremans zich in Spanje, mede omdat in Nederland een voor hem te dreigend klimaat was ontstaan. In 1998 publiceerde hij zijn ervaringen over Srebrenica onder de naam Srebrenica, Who Cares? Een puzzel van de werkelijkheid.
In een interview met het actualiteitenprogramma Nieuwsuur op 3 augustus 2011 zei Karremans dat hij bij de val van Srebrenica voor zijn eigen leven had gevreesd. Ook zei hij onder meer er rekening mee te houden dat hij alsnog in Nederland terecht zou moeten staan voor zijn aandeel bij de gebeurtenissen in 1995.
Voormalig Dutchbat-chirurg Ger Kremer verklaarde op 9 november 2011 in een uitzending van KRO Profiel ('De pianospeler', door Bart Nijpels) dat Karremans wel degelijk had geweten dat het met de uit Srebrenica afgevoerde moslims slecht zou aflopen. Kremer zei: Karremans zou tegen het Joegoslavië-tribunaal en de parlementaire enquêtecommissie die de gebeurtenissen hebben onderzocht onder ede hebben gelogen. Karremans zelf bleef erbij dat hij van niets had geweten. In dezelfde uitzending kwamen verder onder anderen kolonel b.d. Charlef Brantz (tijdens de val van Srebrenica, in Tuzla, waarnemend commandant van de Sector North East, het gebied waar de moslimenclave onder viel), militair historicus Christ Klep, kolonel b.d. Jean Lemmen (indertijd chef-staf 11 Luchtmobiele Brigade), luitenant-generaal b.d. Hans Couzy (voormalig Bevelhebber der Landstrijdkrachten, BLS), historicus Paul Koedijk en oud-Defensiewoordvoerder Bert Kreemers aan het woord. Karremans zelf heeft volgens de KRO geprobeerd via zijn raadsman Geert-Jan Knoops te verhinderen dat 'De pianospeler' zou worden uitgezonden, omdat hij zou vinden dat de documentaire ‘in geen opzicht voldoet aan het geschetste verwachtingspatroon’ en voor hem beschadigend is.

### Gerechtelijke procedures

#### Strafrecht
In 2010 deden tolk Hasan Nuhanović en nabestaanden van de vermoorde elektricien Rizo Mustafić (in dienst van Dutchbat) aangifte van 'genocide en oorlogsmisdaden' tegen Karremans, zijn plaatsvervanger majoor Rob Franken en personeelsfunctionaris Berend Oosterveen wegens het overdragen van hun familieleden aan de Serviërs. Na een langdurig onderzoek maakte het Openbaar Ministerie op 7 maart 2013 bekend dat Karremans, Franken en Oosterveen niet vervolgd zouden worden, omdat hen volgens het OM, geen strafrechtelijk verwijt trof ten aanzien van het ombrengen van Rizo Mustafić, Ibro Nuhanovic en Muhamed Nuhanovic door de VRS. De nabestaanden van de drie vermoorde mannen probeerden via een artikel 12-procedure alsnog vervolging af te dwingen. Op 29 april 2015 besloot echter ook (de militaire beklagkamer van) het Gerechtshof Arnhem-Leeuwarden tot niet-vervolging.

#### Civiel recht
In een zaak die was aangespannen door nabestaanden van de slachtoffers bepaalde de Rechtbank Den Haag op 16 juli 2014 dat de Nederlandse Staat aansprakelijk was voor de deportatie van 300 moslimmannen die omkwamen bij de val van Srebrenica in juli 1995. De zaak liep door tot aan de Hoge Raad, die op 19 juli 2019 voor recht verklaarde "dat de Staat onrechtmatig heeft gehandeld door de mannelijke vluchtelingen die zich op 13 juli 1995 op de compound bevonden niet de keuze te bieden om op de compound te blijven en hun aldus de kans van 10% te onthouden om niet te worden blootgesteld aan de onmenselijke behandelingen en executies door de Bosnische Serven."